# Thomas Bennett (Politiker)

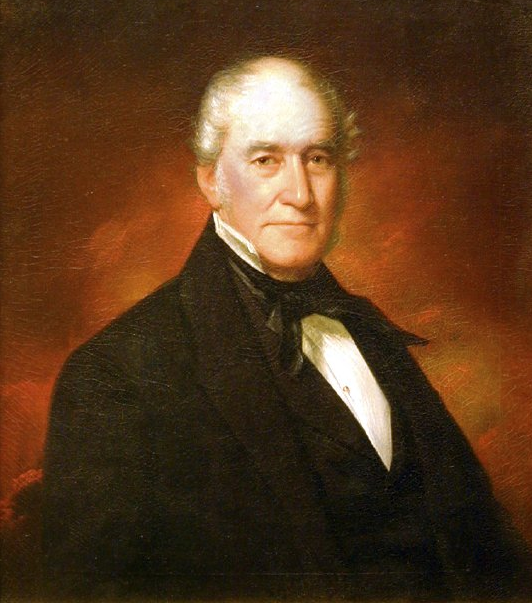
Thomas Bennett Jr. (portraitiert 1850 von William Harrison Scarborough)

Thomas Bennett Jr. (* 14. August 1781 in Charleston, South Carolina; † 30. Januar 1865 ebenda) war ein US-amerikanischer Politiker der Demokratisch-Republikanischen Partei und von 1820 bis 1822 Gouverneur des Bundesstaates South Carolina.

## Frühe Jahre und politischer Aufstieg
Thomas Bennett besuchte das College of Charleston. Danach war er in verschiedenen Geschäftsgebieten tätig, unter anderem bei einer Sägemühle, einer Reisplantage und im Bankgeschäft. Schließlich war er im Vorstand der Merchant Bank of South Carolina und der Bank of the State of South Carolina. Bennett gehörte der Demokratisch-Republikanischen Partei an. Seine politische Laufbahn begann mit seiner Wahl zum Bürgermeister seiner Heimatstadt Charleston. Anschließend hatte er einige Verwaltungsstellen in der Regierung von South Carolina. Zwischen 1804 und 1818 war Bennett mit zwei kurzen Unterbrechungen Abgeordneter im Repräsentantenhaus von South Carolina. Von 1819 bis 1820 saß er im Staatssenat.

## Gouverneur von South Carolina
Ende 1820 wurde Bennett von den Abgeordneten des Parlaments zum neuen Gouverneur gewählt. Seine Amtszeit lief vom 1. Dezember 1820 bis zum 1. Dezember 1822. Seine gesamte Amtszeit war von Problemen rund um die Sklaverei geprägt. Zunächst wurde ein Gesetz erlassen, wonach keine Sklaven von ihren Eigentümern ohne die Zustimmung des Parlaments freigelassen werden durften. Die Einreise freigelassener ehemaliger Sklaven nach South Carolina wurde erschwert. Hinzu kam noch ein von Denmark Vesey angeführter Sklavenaufstand. Vesey verbreitete das falsche Gerücht, die Sklaverei sei von der US-Regierung abgeschafft worden und er wolle die Sklaven in South Carolina befreien und in die Karibik führen. Gouverneur Bennett und die Pflanzer des Landes wurden der Situation schnell Herr. Der Aufstand wurde im Keim erstickt und die Anführer wurden verhaftet. Bennett verteidigte die Sklaverei als „notwendiges Übel“.

## Weitere Karriere
Da die Verfassung von South Carolina keine zwei zusammenhängenden Amtszeiten erlaubte, musste Bennett Ende 1822 aus dem Amt scheiden. Politisch trat er nur noch einmal in Erscheinung, als er zwischen 1837 und 1840 noch einmal in den Senat seines Staates gewählt wurde. Er starb im Januar 1865, kurz vor Ende des Bürgerkrieges, im Alter von 83 Jahren.